# Honda CBX 750
La Honda CBX 750 è una motocicletta prodotta dalla casa motociclistica giapponese Honda dal 1983 al 1988.

## Profilo e contesto
La moto monta un motore a quattro cilindri in linea da 747 cm³ che produce circa 52 kW (70 CV) a 9500 giri/min.
Venduta principalmente in Europa, Sudafrica e Australia, la CBX 750 è stata prodotta nelle varianti E, F e G.
La prima variante ad essere presentata (nome del modello RC17) il 12 dicembre 1983, è dotata di 2 fari quadrati, ruota anteriore da 16 pollici e posteriore da 18 pollici Comstar in alluminio.
Il 29 febbraio 1984 (nome del modello RC18) ha debuttato la Horizon, dotata di trasmissione a cardano, serbatoio del carburante quadrato, fari quadrati e un cupolino più grande. La ruota anteriore è da 18 pollici mentre la posteriore in ghisa da 16 pollici. Il freno posteriore è stato modificato, sostituendo quello a disco cin un freno a tamburo meccanico.
La versione Bol d'Or, annunciata il 10 maggio 1985, è dotata di un grande cupolino allo scopo di migliorare il coefficiente aerodinamico e riparare il guidatore dal vento.
Della moto è stata realizzata anche un'apposita versione denominata CBX 750P, utilizzato dalle forze di polizia in Malesia, Singapore, Hong Kong, Turchia, Gibilterra e Irlanda. Questa si differenzia per essere dotato di un radiatore dell'olio più grande, carenatura completa, motovaligie, trasmissione a cardano e sella monoposto.
In seguito venne introdotta anche una variante più evoluta e sportiva chiamata CBX 750 F2 (o CBX 750 FII).

## Descrizione e tecnica

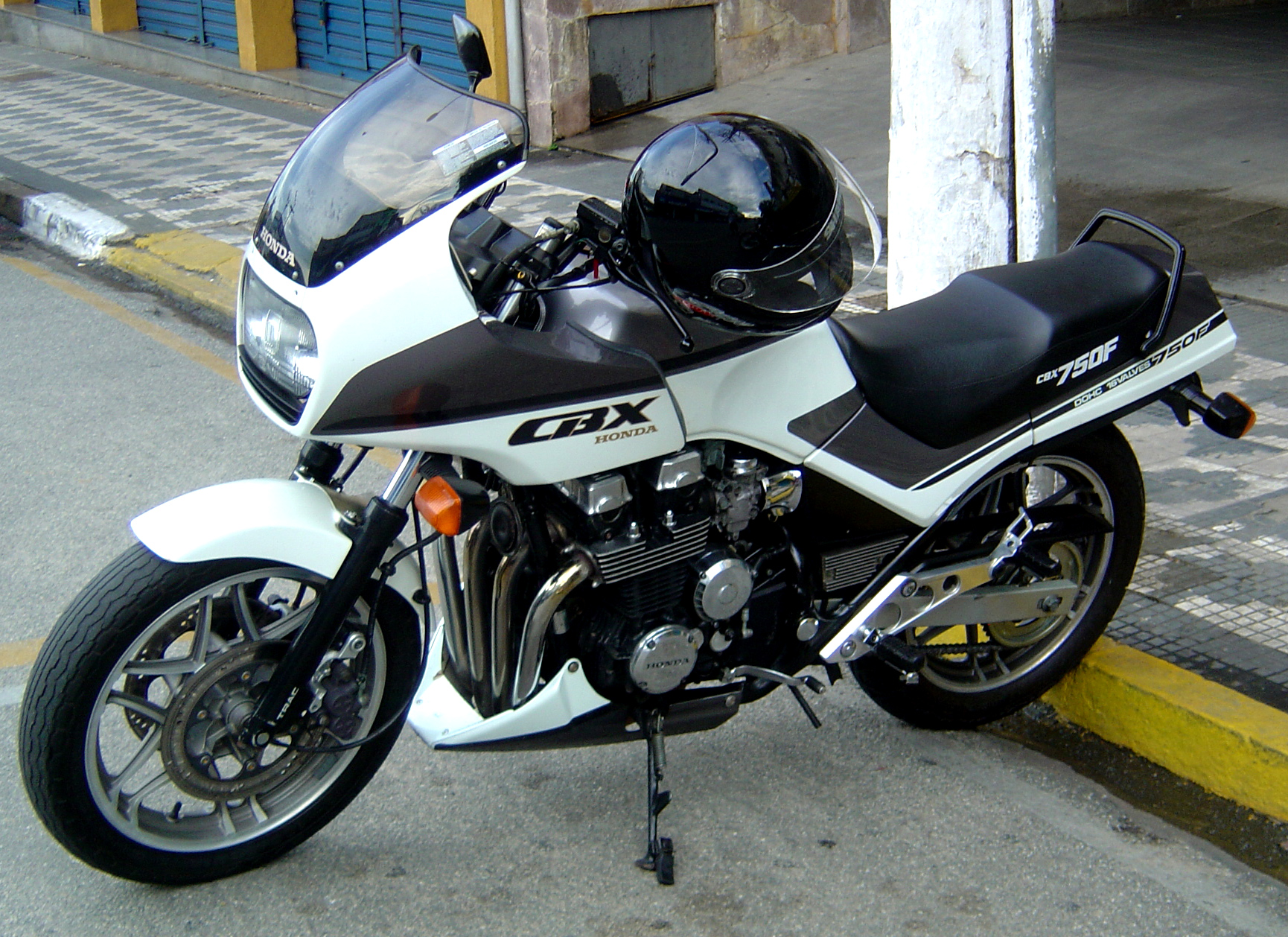
CBX750

Il motore, un quattro cilindri in linea raffreddato ad aria a ciclo Otto a 4 tempi avente due alberi a camme in testa (DOHC) e 16 valvole con compensazione idraulica del gioco valvole, è alimentato da un carburatore Keihin. La lubrificazione e il raffreddamento del motore avviene per mezzo di quattro litri e mezzo di olio, che viene raffreddato da un radiatore situato sopra i collettori di scarico, con una parte del telaio che funge da serbatoio per il circuito dell'olio.
La potenza viene trasmessa alla ruota posteriore grazie ad una frizione multidisco in bagno d'olio ad azionamento idraulico, un cambio a 6 marce e una trasmissione finale a catena. Il sistema sospensivo si compone di una forcella telescopica con un diametro di 39 mm, dotata del particolare sistema TRAC che riduce il beccheggio durante la frenata. L'escursione della sospensione è di 150 mm. La ruota posteriore è ancorata al telaio tramite un montante con molla centrale ad aria e leveraggio Pro-link. Qui l'escursione della sospensione è di 115 mm.
Il freno anteriore è a doppio disco da 280 mm con pinze flottanti a doppio pistoncino, mentre al retrotreno c'è un disco singolo dalla medesima misura. Il passo della motocicletta è 1465 mm. Il pneumatico anteriore misura 110/90-16, mentre quello posteriore 130/80-18. Il peso a vuoto è di 241 kg.